# Octavio Paredes López
Octavio Paredes López, (Mocorito, Sinaloa, 1946) es un ingeniero bioquímico y científico mexicano. Fue Presidente de la Academia Mexicana de Ciencias, y fue también miembro de la Junta de Gobierno de la Universidad Nacional Autónoma de México.

## Semblanza biográfica
Ingeniero bioquímico en la Escuela Nacional de Ciencias Biológicas del Instituto Politécnico Nacional, obtuvo el grado de Master on Science en Ingeniería Bioquímica en la Academia Checoslovaca de Ciencias en Praga, Checoslovaquia. Obtuvo otro grado de Maestro en Ciencias de Alimentos en el IPN y posteriormente recibió el grado de Doctor en Ciencias en la Facultad de Agricultura de la Universidad de Manitoba en Winnipeg, Canadá. Ha efectuado estancias de investigación y postdoctorales en Estados Unidos, Inglaterra, Francia, Alemania Suiza, Checoslovaquia y Brasil.
Profesor de la UNAM en el postgrado en Doctorado en Biotecnología de la UNAM y del Centro de Investigación y de Estudios Avanzados del Instituto Politécnico Nacional (Cinvestav), además de ser constantemente invitado a ser maestro en universidades de Estados Unidos. Es Investigador Nacional Nivel III del Sistema Nacional de Investigadores.
Fue miembro del Consejo Consultivo de Ciencia, y Tecnología (Conacyt). Fue director de la Unidad Irapuato del Centro de Investigación y de Estudios Avanzados del Instituto Politécnico Nacional y presidente de la Academia Mexicana de Ciencias. Desde 1997 es miembro de El Colegio de Sinaloa.

## Premios y distinciones
- Premio Nacional de Ciencias y Artes en el área de Tecnología y Diseño en 1991 por el gobierno de México.[1] * Doctor honoris causa por la Universidad Autónoma de Sinaloa en 1999.[2] * Premiado por la Academy of Sciences for the Developing World, Trieste, Italia, 1998. Awards and honors == == * National Prize of Arts and Sciences in the area of Technology and Design in 1991 by the government of Mexico.[3] * Doctor honoris causa por la Universidad de Sinaloa en 1999.[4] * Awarded by the Academy of Sciences for the Developing World, Trieste, Italia, 1998. * Doctor honoris causa de la Universidad Autónoma de Querétaro, 1990. * Doctor honoris causa of the Universidad Autónoma de Querétaro, 1990. * Doctor honoris causa de la University of Manitoba, Winnipeg, Canadá, 2005. * Doctor honoris causa of the University of Manitoba, Winnipeg, Canadá, 2005. * Nombrado Doctor of Science por la University of Manitoba, Winnipeg, Canadá, 2005. * Appointed Doctor of Science from the University of Manitoba, Winnipeg, Canadá, 2005. * Designado Fellow de la Academy of Sciences for the Developing World, Trieste, Italia, 2005. * Appointed Fellow of the Academy of Sciences for the Developing World, Trieste, Italia, 2005. * Designado Honorary Member, World Innovation Foundation, Berna, Suiza, 2011. * Appointed Honorary Member, World Innovation Foundation, Bern, Switzerland, 2011. * Editor General (Editor-in-Chief) de la primera revista internacional en su género y también en su campo dentro de las tres mejores del mundo: * Plant Foods for Human Nutrition, Springer, The Netherlands * General Editor (Editor-in-Chief) of the first international journal of its kind and in its field within the three best in the world: * Plant Foods for Human Nutrition, Springer, The Netherlands